# Square de Montsouris
Le square de Montsouris, ou rue du square Montsouris, est une voie privée non fermée du sud de Paris (France), située dans le quartier du Parc-de-Montsouris, dans le 14e arrondissement.

## Situation et accès
D'une longueur d'environ 200 mètres, pavée et pentue, cette rue très verte tire son nom du parc Montsouris voisin. 
Elle comporte 60 numéros.
Le quartier est desservi par la ligne 4 aux stations Alésia et Porte d'Orléans.

## Origine du nom
La rue du square Montsouris porte ce nom en raison du voisinage du parc de Montsouris.

## Historique
Ouverte en 1922 sous sa dénomination actuelle, cette voie privée est également ouverte à la circulation publique depuis un arrêté du 23 juin 1959.

## Bâtiments remarquables et lieux de mémoire
La rue est bordée de maisons construites pour beaucoup dans l'entre-deux-guerres, dans un style Art nouveau et Art déco. En particulier, celle située au no 2, la maison Gaut, a été conçue en 1923 par les frères Perret, après avoir été initialement confiée à Le Corbusier. Celle située au no 52, la maison Ozenfant, qui fait l'angle avec l'avenue Reille, était l'atelier du peintre Ozenfant, conçue en 1922-1923 par Le Corbusier.
Le peintre Roger Bissière y a également fait construire une maison au n° 41 (architecte Dechelette) où il a vécu jusqu'en 1939. Pendant 10 ans, un étage est occupé par un ami, le peintre Camille Liausu tandis que l'été, il loue son domicile à un autre ami le peintre Nicolas Wacker.
L'artiste Tsugouharu Foujita y a élu domicile en 1928. Jean Chapin s'y est également installé.

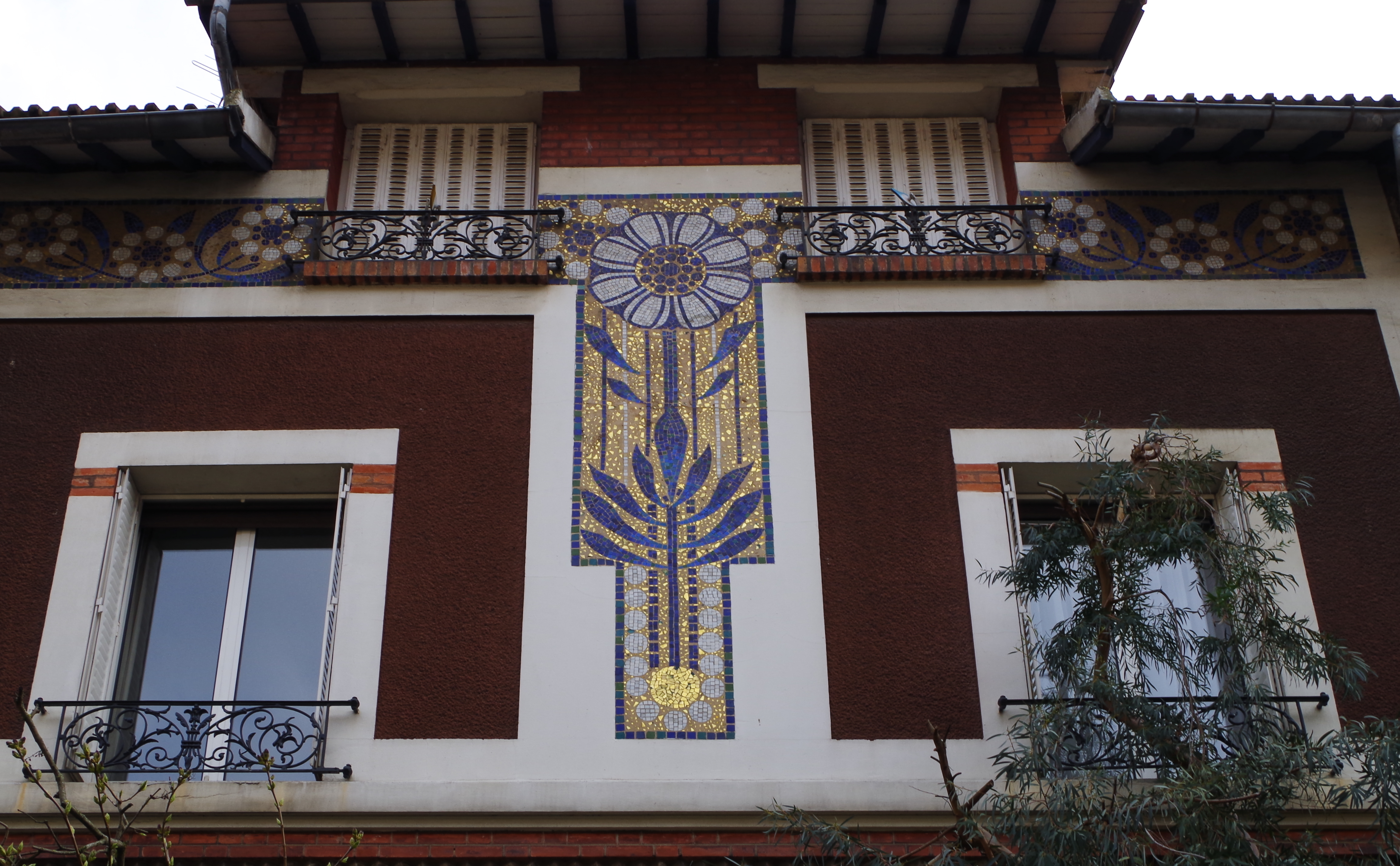
Façade de maison Art déco square de Montsouris.

Un cadran solaire peint en 1900 orne la façade du no 28.
Au no 40, une sculpture de Claude Bouscau est posée dans la courette devant la maison : Léda et son cygne. En décembre 2013, elle est déposée au musée de La Piscine à Roubaix.[réf. nécessaire]
Cette maison fut réalisée en 1923 par l'architecte Gilles Buisson, comme celle du no 6. Depuis sa construction, elle n'a pas connu de modifications importantes à l'exception de la pose d'une rampe entre le rez-de-chaussée surélevé et la pose d'un balcon en fer forgé remplaçant celui en bois. Elle combine colombages et éléments de style contemporain. Le bas de la maison est en pierre. L'intérieur est en grande partie réalisé en bois. À remarquer les vitraux de la fenêtre du rez-de-chaussée. Trois propriétaires s'y sont succédé depuis sa construction : l'architecte Gilles Buisson, madame Marceron et madame Bouscau, sa fille et épouse du sculpteur qui y vécut de 1940 jusqu'à son décès en 1985.
L’actrice Julie Gayet y a possédé une maison de 220 m2, avec un jardin de 70 m2, où elle a vécu avec l’ancien président de la République François Hollande et qu’elle a vendue en décembre 2022. La chanteuse Vanessa Paradis et l’acteur américain Johnny Depp ont également habité le square dans les années 2000.
Vingt-huit maisons individuelles du square sont des HBM construites impérativement en briques rouges ou ocres. Elles ont été réalisées par l’architecte Jacques Bonnier en 1924. Sur une surface construite au sol d’environ 50 m2, elles sont configurées sur un même modèle. Le sous-sol est composé d’une buanderie, d’une cave et d’un atelier. Au rez-de-chaussée se trouvent un vestibule étroit, une cuisine, une salle à manger et un bureau. L’étage est occupé par deux chambres à coucher, une salle de bains, des toilettes et parfois un débarras.

## Galerie

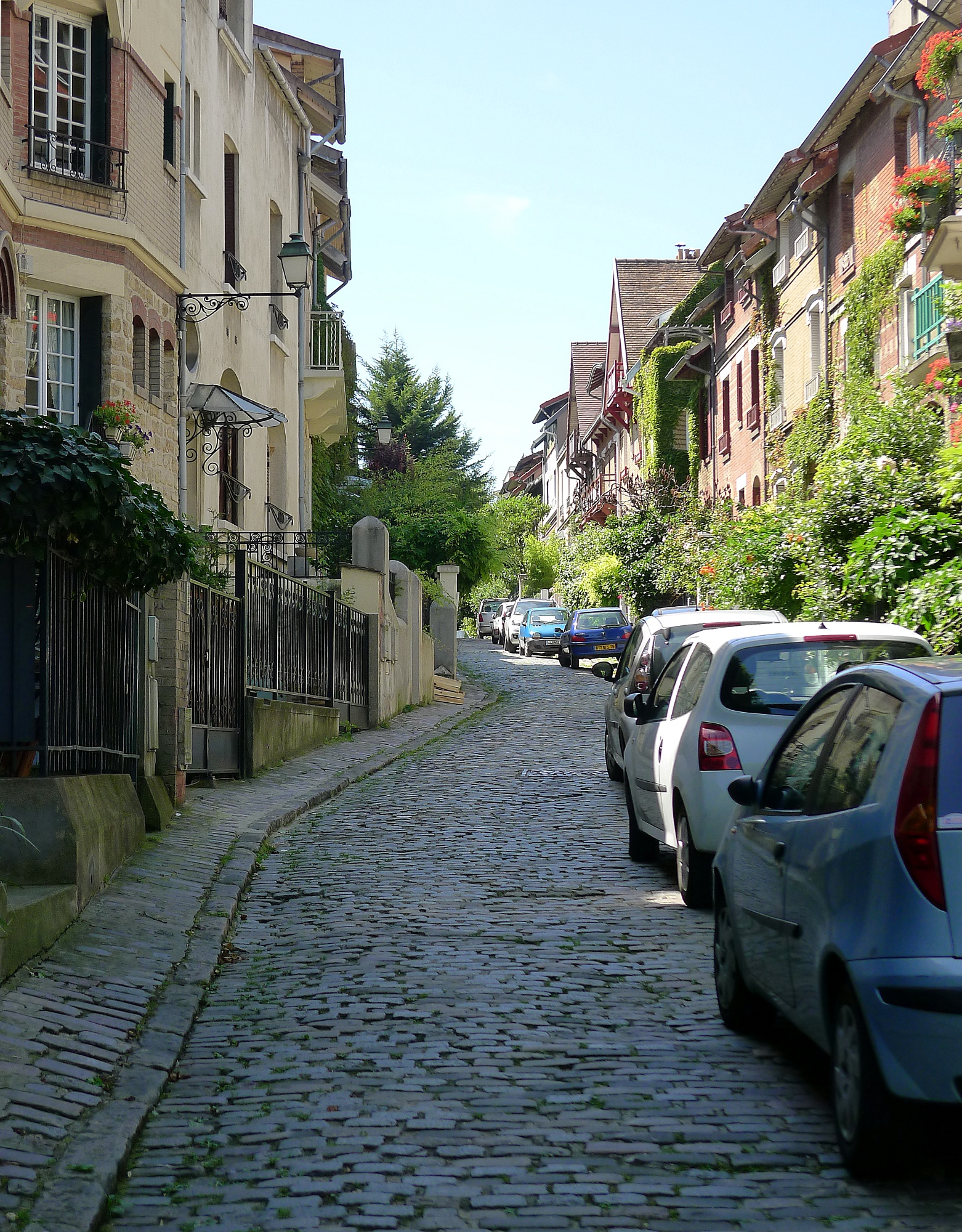
Une rue en forte pente…
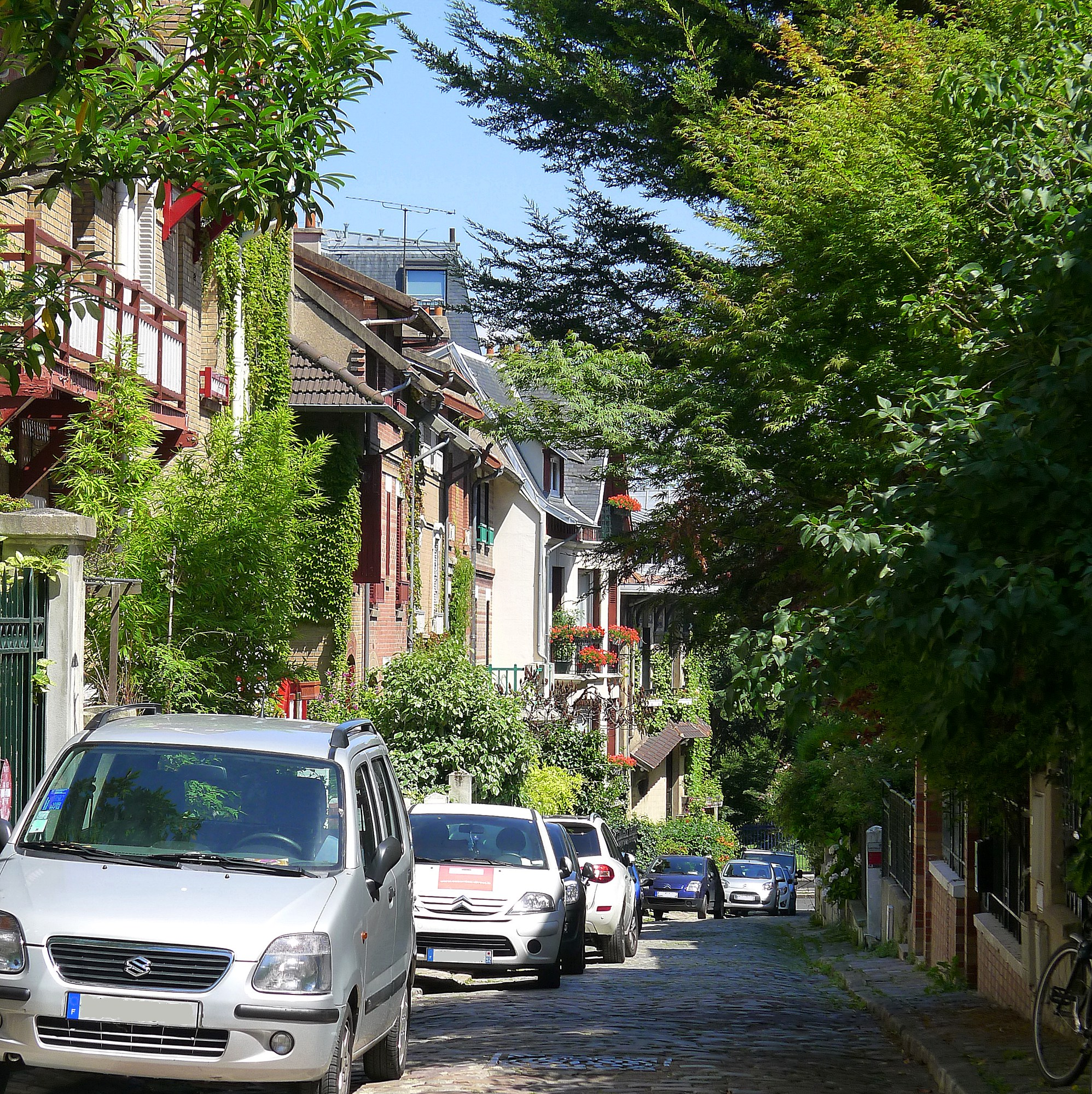
… avec des maisons construites de briques rouges et ocres.
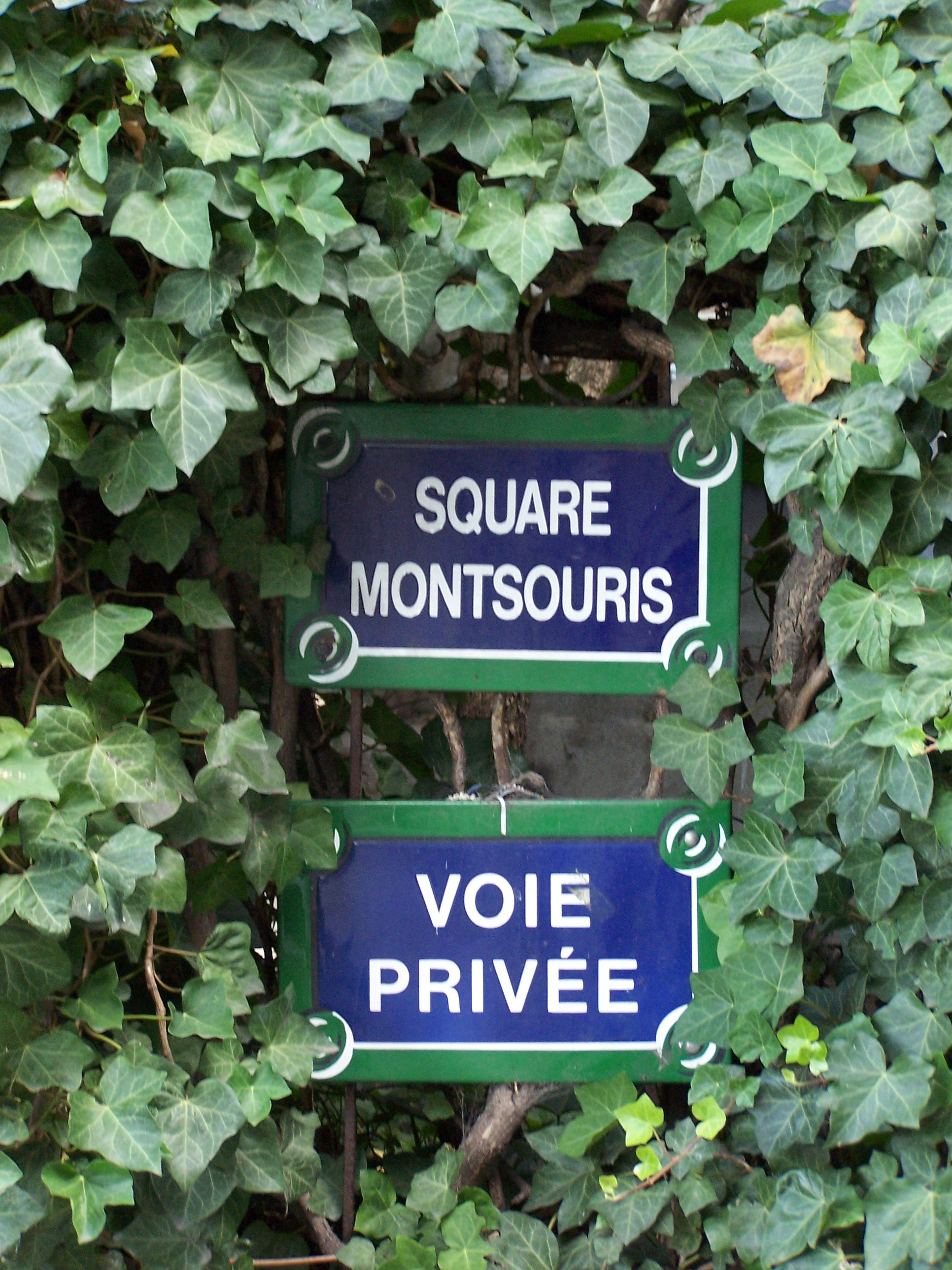
Plaques à l'entrée de la voie.
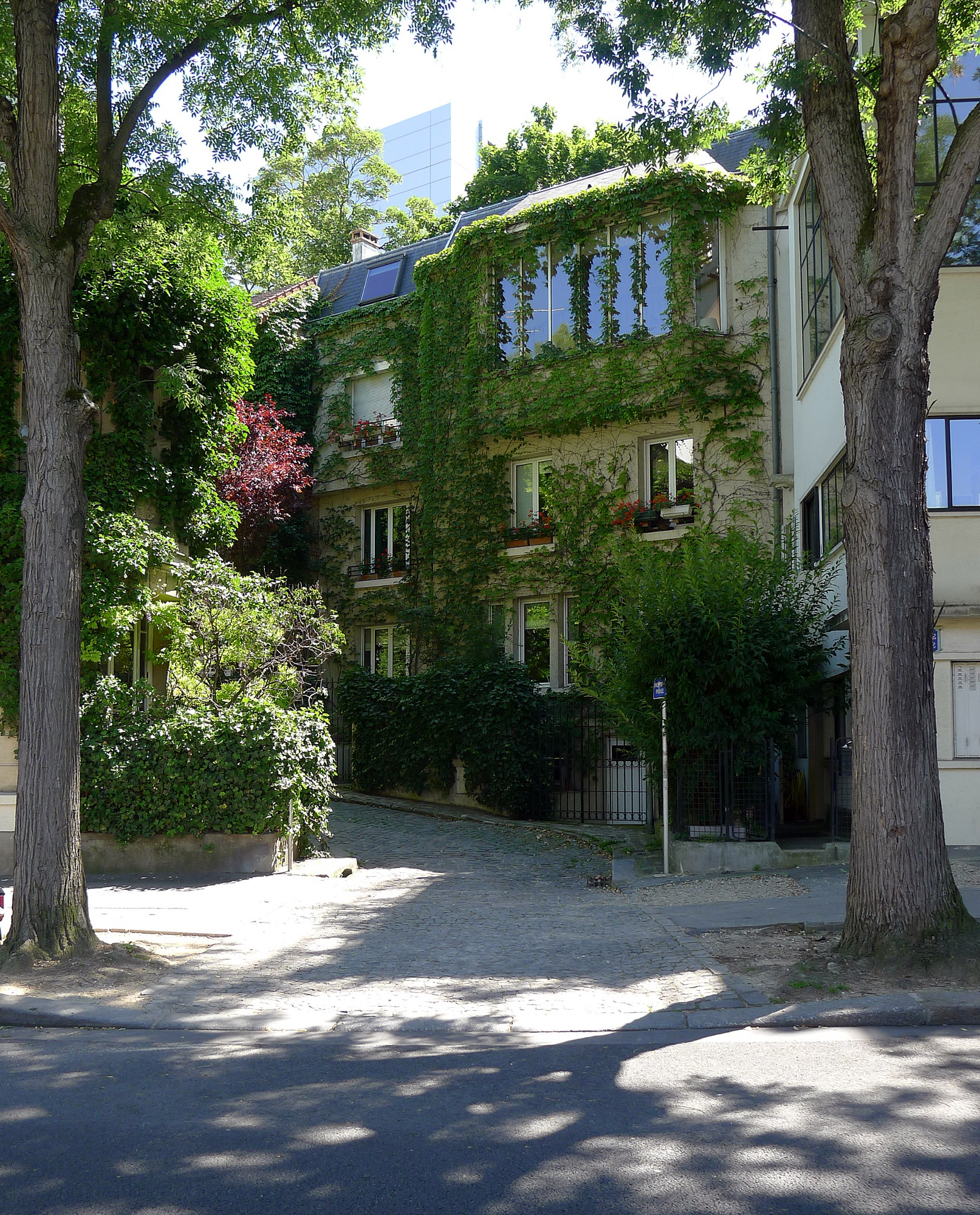
Entrée de la voie, côté avenue Reille.
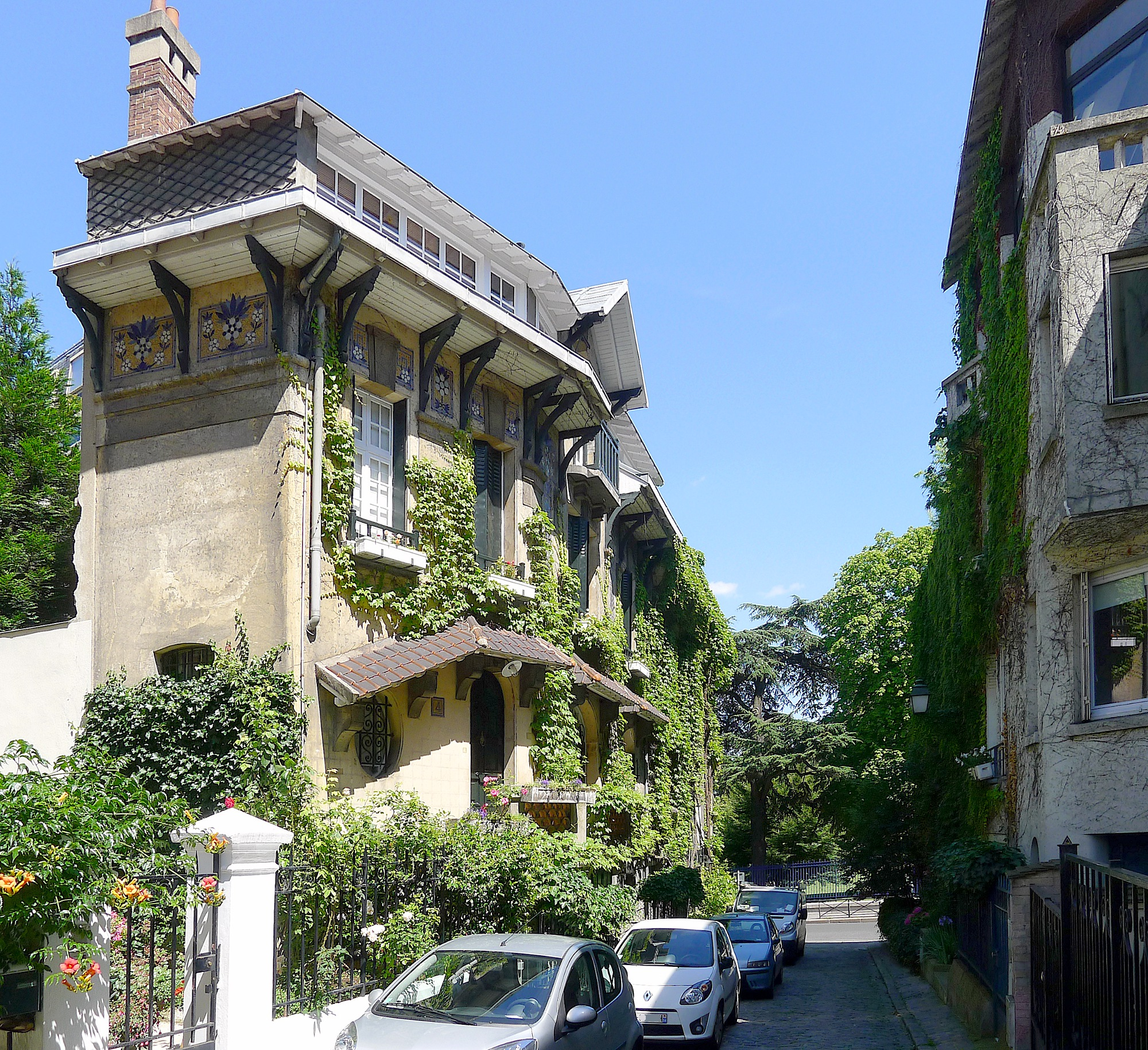
Entrée  de la voie côté rue Nansouty.